# 杉山弾斗
杉山 弾斗（すぎやま だんと、1999年5月20日 - ）は、東京都出身のサッカー選手。ポジションはディフェンダー。

## 来歴
FC東京U-15むさしから市立船橋高校に進学して世代別代表も経験した。
2017年7月18日、ジェフユナイテッド千葉への加入内定が発表された。
2018年よりジェフ千葉に入団。3月25日、第6節の京都サンガF.C.戦でプロ入り初先発を果たした。
2019年からカターレ富山に育成型期限付き移籍した。
2020年、カマタマーレ讃岐に期限付き移籍。移籍期間を延長し2021年も讃岐に残留したが公式戦出場はなく、2021年12月15日に千葉・讃岐双方から契約満了が発表。それに先立つ12月10日には、フクダ電子アリーナで行われたJリーグ合同トライアウトに出場した
2022年、九州サッカーリーグのヴェロスクロノス都農へ加入した。
2023年12月1日、契約満了による退団が発表された。
2024年、横河武蔵野FCに移籍。

## 所属クラブ
- 白百合SC
- FC東京U-15むさし
- 市立船橋高校
- 2018年 - 2021年  ジェフユナイテッド市原・千葉
  - 2019年  カターレ富山（育成型期限付き移籍）
  - 2020年 - 2021年  カマタマーレ讃岐（期限付き移籍）
- 2022年 - 2023年  ヴェロスクロノス都農
- 2024年 -  横河武蔵野FC

## 個人成績
| 国内大会個人成績 | 国内大会個人成績 | 国内大会個人成績 | 国内大会個人成績 | 国内大会個人成績 | 国内大会個人成績 | 国内大会個人成績 | 国内大会個人成績 | 国内大会個人成績 | 国内大会個人成績 | 国内大会個人成績 | 国内大会個人成績 |
| 年度             | クラブ           | 背番号           | リーグ           | リーグ戦         | リーグ戦         | リーグ杯         | リーグ杯         | オープン杯       | オープン杯       | 期間通算         | 期間通算         |
| 年度             | クラブ           | 背番号           | リーグ           | 出場             | 得点             | 出場             | 得点             | 出場             | 得点             | 出場             | 得点             |
| 日本             | 日本             | 日本             | 日本             | リーグ戦         | リーグ戦         | リーグ杯         | リーグ杯         | 天皇杯           | 天皇杯           | 期間通算         | 期間通算         |
| ---------------- | ---------------- | ---------------- | ---------------- | ---------------- | ---------------- | ---------------- | ---------------- | ---------------- | ---------------- | ---------------- | ---------------- |
| 2018             | 千葉             | 32               | J2               | 3                | 0                | -                | -                | 0                | 0                | 3                | 0                |
| 2019             | 富山             | 16               | J3               | 0                | 0                | -                | -                | 0                | 0                | 0                | 0                |
| 2020             | 讃岐             | 22               | J3               | 9                | 0                | -                | -                | -                | -                | 9                | 0                |
| 2021             | 讃岐             | 22               | J3               | 0                | 0                | -                | -                | 0                | 0                | 0                | 0                |
| 2022             | 都農             | 24               | 九州             | 18               | 2                | -                | -                | -                | -                | 18               | 2                |
| 2023             | 都農             | 24               | 九州             | 9                | 0                | -                | -                | -                | -                | 9                | 0                |
| 2024             | 武蔵野           | 37               | JFL              | 13               | 0                | -                | -                | 0                | 0                | 13               | 0                |
| 2025             | 武蔵野           | 37               | JFL              |                  |                  | -                | -                |                  |                  |                  |                  |
| 通算             | 日本             | 日本             | J2               | 3                | 0                | -                | -                | 0                | 0                | 3                | 0                |
| 通算             | 日本             | 日本             | J3               | 9                | 0                | -                | -                | 0                | 0                | 9                | 0                |
| 通算             | 日本             | 日本             | JFL              | 13               | 0                | -                | -                | 0                | 0                | 13               | 0                |
| 通算             | 日本             | 日本             | 九州             | 27               | 2                | -                | -                | -                | -                | 27               | 2                |
| 総通算           | 総通算           | 総通算           | 総通算           | 52               | 2                | -                | -                | 0                | 0                | 52               | 2                |

- Jリーグ初出場 : 2018年3月17日 J2第4節 徳島ヴォルティス戦（ポカリスエットスタジアム）

## タイトル

### 個人
- 全国高等学校サッカー選手権大会・優秀選手（2016年）
- サニックス杯国際ユースサッカー大会・ベストイレブン（2017年）
- 全国高等学校総合体育大会サッカー競技大会・優秀選手（2017年）

## 代表歴
- U-17日本代表
  - サニックス杯国際ユースサッカー大会（2016年）
  - 第23回バツラフ・イェジェク国際ユーストーナメント（2016年）
- 日本高校選抜
  - NEXT GENERATION MATCH（2017年）
  - 第55回デュッセルドルフ国際ユース大会（2017年）
- U-18日本代表
  - コパ・デル・アトランティコ（2017年）
  - サニックス杯国際ユースサッカー大会（2017年）
  - U19-Four Nations（2017年）
  - AFC U-19選手権2018・予選（2017年）
- U-19日本代表
  - トゥーロン国際大会（2017年）